# The Price of Fame
The Price of Fame er en amerikansk stumfilm fra 1916 af Charles Brabin.

## Medvirkende
- Marc McDermott som John Thatcher / William Thatcher.
- Naomi Childers som Constance Preston.
- L. Rogers Lytton som Metz.
- Logan Paul som Mr. Thatcher.
- Mary Maurice som Mrs. Thatcher.